# Jezioro Koskowickie
Jezioro Koskowickie (niem. Koischwitzer See)  – drugie co do wielkości jezioro Pojezierza Legnickiego, o powierzchni 55 ha i maksymalnej głębokości ok. 3 m.
Zbiornik znajduje się pod opieką Polskiego Związku Wędkarskiego.
Pomimo braku infrastruktury turystycznej, jezioro jest popularnym miejscem wypoczynku mieszkańców Legnicy i okolicznych gmin.

## Historia
Koło obecnej wsi Grzybiany w epoce brązu i żelaza, na cyplu wcinającym się w jezioro (ówcześnie dużo rozleglejsze z powodu niestosowania melioracji), znajdowały się zabudowania osady obronnej, w której m.in. wytwarzano przedmioty z brązu.

## Rezerwat
W kwietniu 2004 r. utworzono rezerwat przyrody obejmujący wody jeziora wraz z przyległymi trzcinowiskami i pastwiskami (ok. 64 ha + otulina ok. 23 ha) w celu ochrony wartości przyrodniczych naturalnie starzejącego się jeziora, do których należą m.in.:
- populacje lęgowe ptactwa wodno-błotnego (ok. 30 gatunków),
- chronione gatunki ryb,
- największe na Śląsku naturalne trzcinowisko,
- dobrze wykształcony zespół zachylnika błotnego i oczeretu jeziornego.